# Erekruis voor Krijgs- en Militaire Verenigingen
Het Erekruis voor Krijgs- en Militaire Verenigingen (Duits: Ehrenkreuz für Krieger- und Militärvereine) was een op 28 oktober 1902 ingestelde onderscheiding van het groothertogdom Saksen-Weimar-Eisenach dat na 1877 het groothertogdom Saksen werd. Het kruis werd als vaandeldecoratie uitgereikt aan verenigingen die ten minste 25 jaar moesten hebben bestaan om daarvoor in aanmerking te komen.
Het kruis werd in 1902 door groothertog Wilhelm Ernst van Saksen-Weimar-Eisenach ingesteld. De aanleiding was de 25e verjaardag van de overwinning van de verbonden Duitse staten op Napoleon III in de Frans-Duitse Oorlog en de vele jubilea van de daarna ingestelde patriottische en veteranenverenigingen. Reden voor toekenning was  "uitstekende en vaderlandslievend-patriottische verenigingsarbeid". Vooral na de vereniging van klein-Duitsland in 1866 en de overwinning op Frankrijk in 1870  bereikte het patriottisme en het militarisme in Duitsland ongekende vormen. Ieder jaar werd op 2 september de overwinning bij Sedan, de "Sedantag" gevierd en de patriotten, geüniformeerde studentencorpora, veteranen en reservisten paradeerden geregeld met hun vaandels door de straten van dorpen en steden.      
Het medaillon op de voorzijde van de medaille draagt het groothertogelijk monogram "WE" met op de ring de tekst "VIGILANDO ASCENDIMVS". Op de keerzijde staat binnen een eikenkrans het gekroonde en verstrengelde monogram "WE'".
De medaille werd aan een 7,6 centimeter breed groen lint (een zogenaamde "cravatte") met twee brede zwart-gele strepen aan de stok van het vaandel bevestigd. 
De mat bronzen onderscheiding heeft de vorm van een kruis pattée. De fabrikant was Theodor Müller. Om op een vaandel herkenbaar te zijn was het kruis veel groter dan de draagbare onderscheidingen. Een medaille weegt 34,7 gram en is 55,6 millimeter hoog en 38 millimeter breed.
In totaal werden tot 1914 118 medailles uitgereikt. In de Eerste Wereldoorlog kwam het niet tot verleningen en de val van de monarchie maakte in 1918 een einde aan de onderscheiding. 